# Trichocolletes dives
Trichocolletes dives is een vliesvleugelig insect uit de familie Colletidae. De wetenschappelijke naam van de soort is voor het eerst geldig gepubliceerd in 1914 door Cockerell.
De bij is ongeveer 14 millimeter lang. De soort komt voor langs de zuidelijke kust van West-Australië.